# Solanum graveolens
Solanum graveolens är en potatisväxtart som beskrevs av Bunbury. Solanum graveolens ingår i släktet skattor som ingår i familjen potatisväxter. Inga underarter finns listade i Catalogue of Life.